# Palacio de la Bolsa de Viena

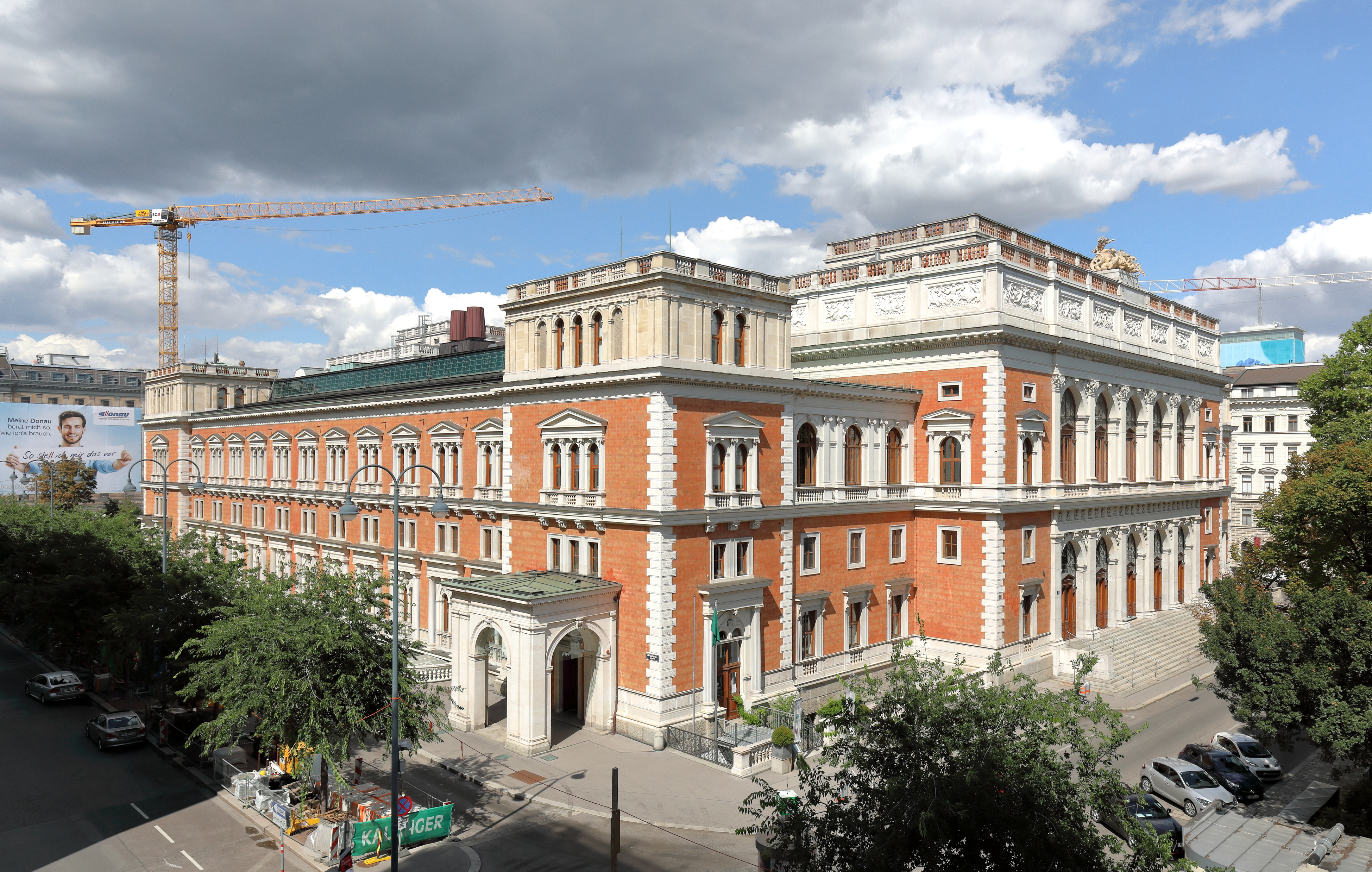
Vista del edificio

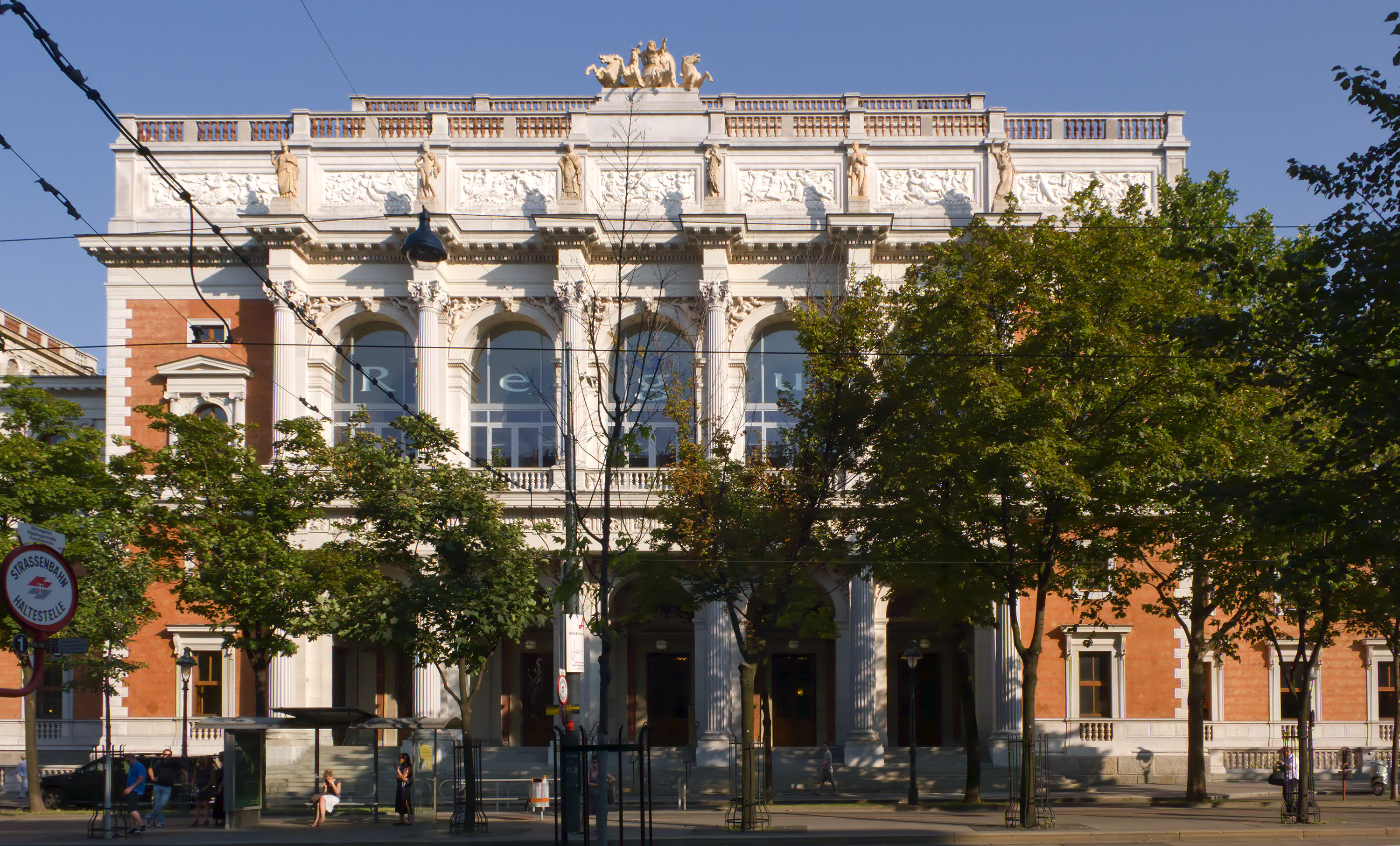
Vista de la fachada

El edificio de la Bolsa de Viena, de estilo neoclásico, se construyó durante las obras de la Ringstrasse en el lugar donde se encontraba la antigua muralla de Viena. El palacio se construyó entre los años 1870 y 1877 por el padre del historicismo, Theophil Edvard Freiherr von Hansen.
Tuvo un incendio en el que fue destruida la gran Sala de la Bolsa por lo que tuvo que ser remodelado en parte en estilo moderno.
Alberga diferentes eventos y actividades como son conciertos de música clásica en algunas de sus salas.